# Élections législatives de 2012 dans le Morbihan
Les élections législatives françaises de 2012 se déroulent les 10 et 17 juin 2012. Dans le département du Morbihan, six députés sont à élire dans le cadre de six circonscriptions, soit le même nombre d'élus malgré le redécoupage électoral.

## Élus
|   | Circonscription | Député sortant    |  | Parti | Député élu ou réélu |  | Parti |
| - | --------------- | ----------------- |  | ----- | ------------------- |  | ----- |
| ≠ | 1re             | François Goulard  |  | UMP   | Hervé Pellois       |  | DVG   |
| = | 2e              | Michel Grall      |  | UMP   | Philippe Le Ray     |  | DVD   |
| = | 3e              | Gérard Lorgeoux   |  | UMP   | Jean-Pierre Le Roch |  | PS    |
| ≠ | 4e              | Loïc Bouvard      |  | UMP   | Paul Molac          |  | UDB   |
| = | 5e              | Gwendal Rouillard |  | PS    | Gwendal Rouillard   |  | PS    |
| = | 6e              | Jacques Le Nay    |  | UMP   | Philippe Noguès     |  | PS    |

## Impact du redécoupage territorial
Le canton de La Roche-Bernard passe de la 1re circonscription à la 4e.

## Résultats

### Résultats à l'échelle du département
| Parti          | Parti                             | Premier tour | Premier tour | Second tour | Second tour | Sièges |  |
| Parti          | Parti                             | Voix         | %            | Voix        | %           | Sièges |  |
| -------------- | --------------------------------- | ------------ | ------------ | ----------- | ----------- | ------ |  |
|                | Union pour un mouvement populaire | 100 827      | 29,57        | 127 140     | 37,67       | 0      |  |
|                | Divers droite dont DLR, PCD       | 18 169       | 5,33         | 31 942      | 9,46        | 1      |  |
|                | Alliance centriste                | 12 315       | 3,61         |             |             | 0      |  |
|                | Nouveau centre                    | 818          | 0,24         | 0           |             |        |  |
|                | Droite parlementaire              | 132 129      | 38,75        | 159 082     | 47,14       | 1      |  |
|                |                                   |              |              |             |             |        |  |
|                | Parti socialiste                  | 88 318       | 25,90        | 113 475     | 33,62       | 3      |  |
|                | diss. Parti socialiste            | 24 249       | 7,11         | 32 733      | 9,70        | 1      |  |
|                | Europe Écologie Les Verts         | 10 946       | 3,21         |             |             | 0      |  |
|                | Divers gauche dont MRC            | 7 608        | 2,23         | 0           |             |        |  |
|                | Majorité présidentielle           | 131 121      | 38,45        | 146 208     | 43,32       | 4      |  |
|                |                                   |              |              |             |             |        |  |
|                | Front national                    | 31 839       | 9,34         |             |             | 0      |  |
|                | Front de gauche                   | 18 197       | 5,34         | 0           |             |        |  |
|                | Régionaliste                      | 18 176       | 5,33         | 32 197      | 9,54        | 1      |  |
|                | Mouvement démocrate               | 5 310        | 1,56         |             |             | 0      |  |
|                | Extrême gauche dont LO et NPA     | 2 269        | 0,67         | 0           |             |        |  |
|                | Divers                            | 1 671        | 0,49         | 0           |             |        |  |
|                | Alliance écologiste indépendante  | 266          | 0,08         | 0           |             |        |  |
|                |                                   |              |              |             |             |        |  |
| Inscrits       | Inscrits                          | 555 750      | 100,00       | 555 704     | 100,00      | 6      |  |
| Abstentions    | Abstentions                       | 209 393      | 37,68        | 208 850     | 37,58       |        |  |
| Votants        | Votants                           | 346 357      | 62,32        | 346 854     | 62,42       |        |  |
| Blancs et nuls | Blancs et nuls                    | 5 379        | 1,55         | 9 367       | 2,7         |        |  |
| Exprimés       | Exprimés                          | 340 978      | 98,45        | 337 487     | 97,3        |        |  |

### Résultats par circonscription

#### Première circonscription (Vannes)
| Candidat       | Candidat                 | Parti             | Premier tour | Premier tour | Second tour | Second tour |  |
| Candidat       | Candidat                 | Parti             | Voix         | %            | Voix        | %           |  |
| -------------- | ------------------------ | ----------------- | ------------ | ------------ | ----------- | ----------- |  |
|                | François Goulard sortant | RS (UMP)          | 20 260       | 32,63        | 29 679      | 47,55       |  |
|                | Hervé Pellois élu        | diss. PS          | 16 358       | 26,34        | 32 733      | 52,45       |  |
|                | Claude Jahier            | PS                | 10 316       | 16,61        |             |             |  |
|                | Bruno Petit              | RBM (FN)          | 5 278        | 8,50         |             |             |  |
|                | Gilles Dufeigneux        | AC (NC)           | 2 979        | 4,80         |             |             |  |
|                | Akim Khounchef           | EÉLV              | 1 681        | 2,71         |             |             |  |
|                | Annick Monot             | FG (GU) (PCF)     | 1 567        | 2,52         |             |             |  |
|                | Odile Monnet             | CpF (MoDem) (PRV) | 1 313        | 2,11         |             |             |  |
|                | Vincent Salette          | CNIP              | 1 183        | 1,91         |             |             |  |
|                | François Le Gal          | EAB ,             | 561          | 0,90         |             |             |  |
|                | Olivier Héraud           | AÉI               | 266          | 0,43         |             |             |  |
|                | Basile Poquillon         | Pirate            | 205          | 0,33         |             |             |  |
|                | Patrice Crunil           | LO                | 131          | 0,21         |             |             |  |
|                |                          |                   |              |              |             |             |  |
| Inscrits       | Inscrits                 | Inscrits          | 98 889       | 100,00       | 98 874      | 100,00      |  |
| Abstentions    | Abstentions              | Abstentions       | 36 147       | 36,55        | 35 053      | 35,45       |  |
| Votants        | Votants                  | Votants           | 62 742       | 63,45        | 63 821      | 64,55       |  |
| Blancs et nuls | Blancs et nuls           | Blancs et nuls    | 644          | 1,03         | 1 409       | 2,21        |  |
| Exprimés       | Exprimés                 | Exprimés          | 62 098       | 98,97        | 62 412      | 97,79       |  |

#### Deuxième circonscription (Auray)
| Candidat       | Candidat               | Parti                    | Premier tour | Premier tour | Second tour | Second tour |  |
| Candidat       | Candidat               | Parti                    | Voix         | %            | Voix        | %           |  |
| -------------- | ---------------------- | ------------------------ | ------------ | ------------ | ----------- | ----------- |  |
|                | Nathalie Le Magueresse | PS                       | 22 030       | 35,40        | 29 630      | 48,12       |  |
|                | Philippe Le Ray élu    | Divers droite (MoDem)    | 15 144       | 24,34        | 31 942      | 51,88       |  |
|                | Michel Grall sortant   | UMP                      | 12 453       | 20,01        | Retrait     | Retrait     |  |
|                | Claude Le Ny           | RBM (FN)                 | 5 584        | 8,97         |             |             |  |
|                | Roland Le Sauce        | FG (PCF) (Divers gauche) | 3 066        | 4,93         |             |             |  |
|                | Anne-Marie Boudou      | EÉLV                     | 2 767        | 4,45         |             |             |  |
|                | Bertrand Deléon        | EAB ,                    | 550          | 0,88         |             |             |  |
|                | Philippe Gilbin        | DLR                      | 416          | 0,67         |             |             |  |
|                | Annick Coateval        | LO                       | 220          | 0,35         |             |             |  |
|                |                        |                          |              |              |             |             |  |
| Inscrits       | Inscrits               | Inscrits                 | 98 529       | 100,00       | 98 524      | 100,00      |  |
| Abstentions    | Abstentions            | Abstentions              | 35 583       | 36,11        | 35 587      | 36,12       |  |
| Votants        | Votants                | Votants                  | 62 946       | 63,89        | 62 937      | 63,88       |  |
| Blancs et nuls | Blancs et nuls         | Blancs et nuls           | 716          | 1,14         | 1 365       | 2,17        |  |
| Exprimés       | Exprimés               | Exprimés                 | 62 230       | 98,86        | 61 572      | 97,83       |  |

#### Troisième circonscription (Pontivy)
| Candidat       | Candidat                | Parti          | Premier tour | Premier tour | Second tour | Second tour |  |
| Candidat       | Candidat                | Parti          | Voix         | %            | Voix        | %           |  |
| -------------- | ----------------------- | -------------- | ------------ | ------------ | ----------- | ----------- |  |
|                | Jean-Pierre Le Roch élu | PS             | 21 879       | 40,86        | 28 214      | 52,94       |  |
|                | Yves Bleunven           | UMP            | 20 199       | 37,72        | 25 077      | 47,06       |  |
|                | Gisèle Burban           | RBM (FN)       | 5 719        | 10,68        |             |             |  |
|                | Christian Daniel        | FG (PG) (PCF)  | 2 765        | 5,16         |             |             |  |
|                | André Locussol          | EÉLV           | 1 751        | 3,27         |             |             |  |
|                | Marie Ollivier          | JB             | 546          | 1,02         |             |             |  |
|                | Cédric Cadoret          | MOC (NPA)      | 372          | 0,69         |             |             |  |
|                | Kelig Lagrée            | LO             | 316          | 0,59         |             |             |  |
|                |                         |                |              |              |             |             |  |
| Inscrits       | Inscrits                | Inscrits       | 86 770       | 100,00       | 86 768      | 100,00      |  |
| Abstentions    | Abstentions             | Abstentions    | 32 132       | 37,03        | 31 964      | 36,84       |  |
| Votants        | Votants                 | Votants        | 54 638       | 62,97        | 54 804      | 63,16       |  |
| Blancs et nuls | Blancs et nuls          | Blancs et nuls | 1 091        | 2            | 1 513       | 2,76        |  |
| Exprimés       | Exprimés                | Exprimés       | 53 547       | 98           | 53 291      | 97,24       |  |

#### Quatrième circonscription (Ploërmel)
| Candidat       | Candidat               | Parti                    | Premier tour | Premier tour | Second tour | Second tour |  |
| Candidat       | Candidat               | Parti                    | Voix         | %            | Voix        | %           |  |
| -------------- | ---------------------- | ------------------------ | ------------ | ------------ | ----------- | ----------- |  |
|                | Paul Molac élu         | UDB (PS, EÉLV)           | 16 142       | 26,14        | 32 197      | 52,56       |  |
|                | François Guéant        | UMP (NC)                 | 15 896       | 25,74        | 29 064      | 47,44       |  |
|                | Jean-Luc Bléher        | AC                       | 9 080        | 14,71        |             |             |  |
|                | Charles-Edouard Fichet | diss. PS                 | 7 891        | 12,78        |             |             |  |
|                | Jean-Paul Félix        | RBM (FN)                 | 5 959        | 9,65         |             |             |  |
|                | Michel Guégan          | CpF (MoDem)              | 3 087        | 5,00         |             |             |  |
|                | Alain Le Guennec       | FG (Divers gauche) (PCF) | 2 541        | 4,12         |             |             |  |
|                | Alain Wester           | DLR                      | 426          | 0,69         |             |             |  |
|                | Jean-Louis Amisse      | LO                       | 368          | 0,60         |             |             |  |
|                | David Cabas            | S&P                      | 355          | 0,57         |             |             |  |
|                |                        |                          |              |              |             |             |  |
| Inscrits       | Inscrits               | Inscrits                 | 102 164      | 100,00       | 102 159     | 100,00      |  |
| Abstentions    | Abstentions            | Abstentions              | 39 203       | 38,37        | 38 953      | 38,13       |  |
| Votants        | Votants                | Votants                  | 62 961       | 61,63        | 63 206      | 61,87       |  |
| Blancs et nuls | Blancs et nuls         | Blancs et nuls           | 1 216        | 1,93         | 1 945       | 3,08        |  |
| Exprimés       | Exprimés               | Exprimés                 | 61 745       | 98,07        | 61 261      | 96,92       |  |

#### Cinquième circonscription (Lorient)
| Candidat                          | Candidat                        | Parti          | Premier tour | Premier tour | Second tour | Second tour |  |
| Candidat                          | Candidat                        | Parti          | Voix         | %            | Voix        | %           |  |
| --------------------------------- | ------------------------------- | -------------- | ------------ | ------------ | ----------- | ----------- |  |
|                                   | Gwendal Rouillard sortant réélu | PS             | 19 864       | 43,75        | 26 905      | 62,35       |  |
|                                   | Brigitte Mélin                  | UMP            | 11 726       | 25,83        | 16 246      | 37,65       |  |
|                                   | Joëlle Bergeron                 | RBM (FN)       | 4 775        | 10,52        |             |             |  |
|                                   | Joël Gallais                    | FG (PCF) (PG)  | 3 234        | 7,12         |             |             |  |
|                                   | Jean-Paul Aucher                | EÉLV           | 2 594        | 5,71         |             |             |  |
|                                   | Yann Syz                        | UDB            | 912          | 2,01         |             |             |  |
|                                   | Florence Donato-Lehuede         | CpF (MoDem)    | 910          | 2,00         |             |             |  |
|                                   | Catherine Feinte                | PCD            | 487          | 1,07         |             |             |  |
|                                   | Cyril Le Bail                   | LO             | 370          | 0,81         |             |             |  |
|                                   | Sylviane Hocher                 | NPA            | 273          | 0,60         |             |             |  |
|                                   | Yannick Kersuzan                | AC             | 256          | 0,56         |             |             |  |
|                                   |                                 |                |              |              |             |             |  |
| Inscrits                          | Inscrits                        | Inscrits       | 80 305       | 100,00       | 80 306      | 100,00      |  |
| Abstentions                       | Abstentions                     | Abstentions    | 34 031       | 42,38        | 35 460      | 44,16       |  |
| Votants                           | Votants                         | Votants        | 46 274       | 57,62        | 44 846      | 55,84       |  |
| Blancs et nuls                    | Blancs et nuls                  | Blancs et nuls | 873          | 1,89         | 1 695       | 3,78        |  |
| Exprimés                          | Exprimés                        | Exprimés       | 45 401       | 98,11        | 43 151      | 96,22       |  |
| Source : Ministère de l'Intérieur |                                 |                |              |              |             |             |  |

#### Sixième circonscription (Hennebont)
| Candidat       | Candidat               | Parti                         | Premier tour | Premier tour | Second tour | Second tour |  |
| Candidat       | Candidat               | Parti                         | Voix         | %            | Voix        | %           |  |
| -------------- | ---------------------- | ----------------------------- | ------------ | ------------ | ----------- | ----------- |  |
|                | Jacques Le Nay sortant | UMP                           | 20 293       | 36,27        | 27 074      | 48,52       |  |
|                | Philippe Noguès élu    | PS                            | 14 229       | 25,43        | 28 726      | 51,48       |  |
|                | Christian Derrien      | Divers gauche                 | 7 608        | 13,60        |             |             |  |
|                | Gérard Perron          | FG (PCF) (Divers gauche, NPA) | 5 024        | 8,98         |             |             |  |
|                | Ulla Paulat            | RBM (FN)                      | 4 524        | 8,08         |             |             |  |
|                | Claire Duval           | EÉLV                          | 2 153        | 3,85         |             |             |  |
|                | Jean-Pierre Demant     | NC                            | 818          | 1,46         |             |             |  |
|                | Claudine Perron        | PB                            | 576          | 1,03         |             |             |  |
|                | Sunny Avry             | DLR                           | 513          | 0,92         |             |             |  |
|                | Gwénaëlle Coatéval     | LO                            | 219          | 0,39         |             |             |  |
|                |                        |                               |              |              |             |             |  |
| Inscrits       | Inscrits               | Inscrits                      | 89 093       | 100,00       | 89 073      | 100,00      |  |
| Abstentions    | Abstentions            | Abstentions                   | 32 297       | 36,25        | 31 833      | 35,74       |  |
| Votants        | Votants                | Votants                       | 56 796       | 63,75        | 57 240      | 64,26       |  |
| Blancs et nuls | Blancs et nuls         | Blancs et nuls                | 839          | 1,48         | 1 440       | 2,52        |  |
| Exprimés       | Exprimés               | Exprimés                      | 55 957       | 98,52        | 55 800      | 97,48       |  |